# Acantisita roquera

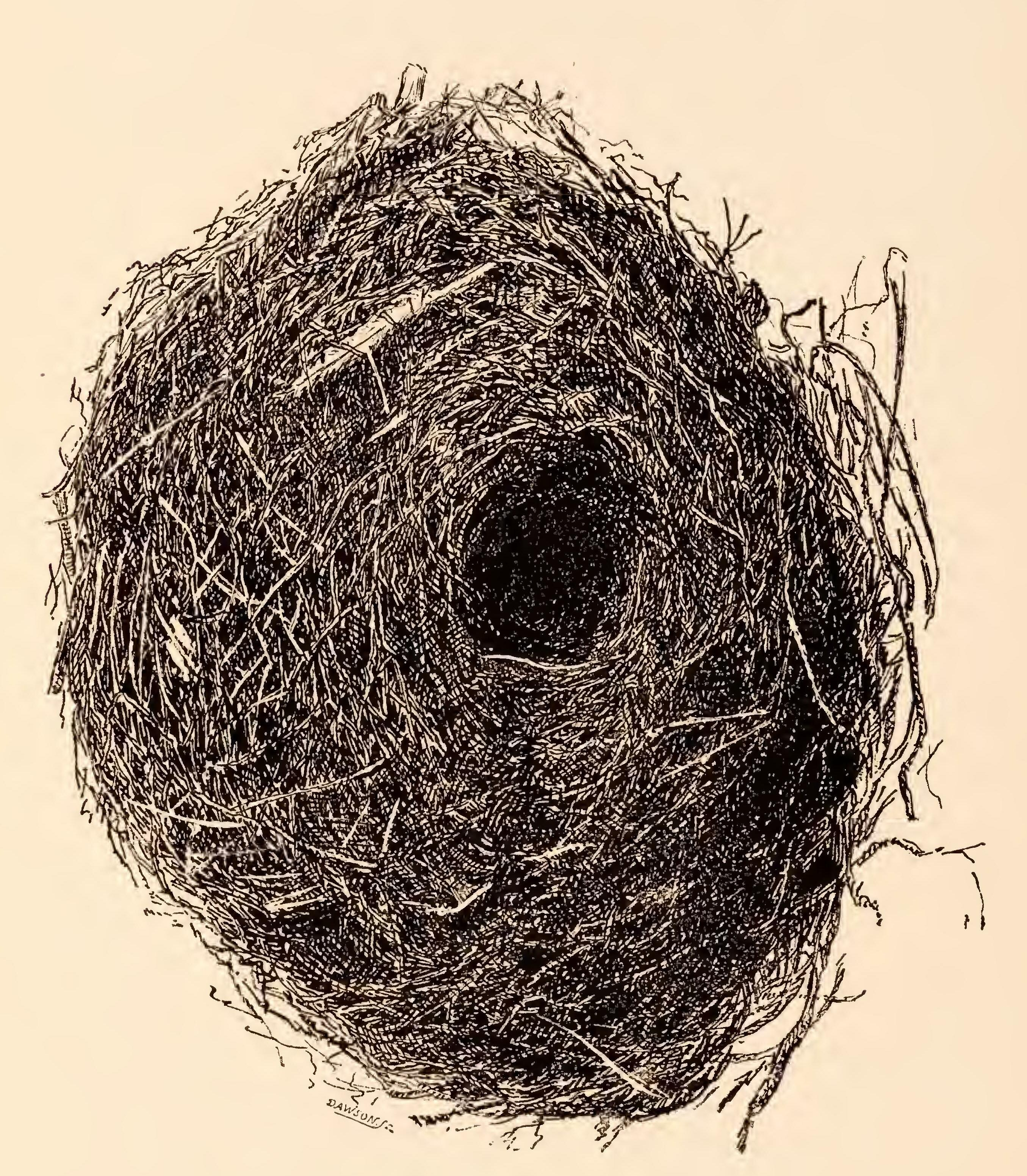
Niu de Xénique des rochers

L'acantisita roquera (Xenicus gilviventris) és una espècie d'ocell de la família dels acantisítids (Acanthisittidae) i única espècie viva del gènere Xenicus. En altres llengües és conegut sovint com caragolet de les roques neozelandès (Anglès: New Zealand Rockwren) però no està relacionat amb els caragolets de la família dels troglodítids. Habita les muntanyes de l'oest de l'illa Sud de Nova Zelanda.